# Яновский, Игорь Сергеевич
И́горь Серге́евич Яно́вский (род. 3 августа 1974, Орджоникидзе) — российский футболист, полузащитник.

## Карьера

### Клубная
Воспитанник орджоникидзевской школы «Спартак». В 1991 году его пригласил во взрослую команду «Спартака» Валерий Газзаев, однако из-за высокой конкуренции в состав Яновский не проходил и играл за дубль. По ходу сезона 1991 года перешёл в «Автодор». В 1992 году стал победителем зонального турнира Второй лиги России в составе этого клуба. В 1993 снова в «Спартаке» из Владикавказа. Дебютировал в его основном составе в Кисловодске в матче против «Асмарала». Постепенно стал одним из лучших игроков команды, начал получать вызовы в сборную. В 1998 продан во французский «Пари Сен-Жермен», где играл 3 сезона. В 2001 перешёл в ЦСКА. Объявил о завершении игровой карьеры в июле 2006 года.

### В сборной
Игрок национальной сборной России с 1996 по 2003 год, участник чемпионата Европы 1996 года в Англии.
Яновский был вызван в расположение сборной для подготовки к ответному стыковому матчу 15 ноября 1997 года против Италии в рамках отбора на чемпионат мира 1998 года, однако в расположении сборной сразу он не появился, присоединившись к ней незадолго до встречи. Как позже выяснилось, в Италию он добирался с травмой паха и провёл всего одну полноценную тренировку.

## Личная жизнь
Племянник вратаря «Пахтакора» и тренера «Алании» Александра Яновского.
В 1995 году поступил на юридический факультет Северо-Осетинского государственного университета, который закончил в 2000 году. Позднее занимался самообразованием в области финансов. Самостоятельно инвестировал собственные средства в ценные бумаги. Партнёр адвокатского бюро «Щеглов и партнеры», возглавляет представительство бюро в Испании. Занимается консультациями в финансовой сфере и юридической помощьми при сделках с испанской недвижимостью. Живёт в Марбелье. Владеет испанским и французским языками.
Жена — Катерина Щеглова-Яновская, дочь адвоката Юрия Щеглова. Юридический советник в представительстве адвокатского бюро «Щеглов и партнеры» в Испании. Сын — Юрий, 2007 года рождения.

## Достижения

### Командные
- Чемпион России (2): 1995, 2003
- Серебряный призёр чемпионата России (2): 1996, 2002
- Обладатель Кубка России: 2001/02
- Серебряный призёр чемпионата Франции: 1999/00
- Финалист Кубка французской лиги: 1999/00

### Личные
- В списках 33-х лучших футболистов чемпионата России (5): № 1 (1996, 1997); № 2 (1998); № 3 (1995, 2002)
- Лауреат премии «Стрелец» в номинации «Лучший полузащитник оборонительного плана» (2): 1996, 1997